# Юйян
Юйя́н (кит. упр. 榆阳, пиньинь Yúyáng) — район городского подчинения городского округа Юйлинь провинции Шэньси (КНР).

## История
Ещё во времена Враждующих царств, когда эти земли входили в состав царства Вэй, в 361 году до н. э. здесь был построен участок защитной стены для обороны территории царства от северных кочевников. В 328 году до н. э. эти земли были завоёваны царством Цинь, и здесь был учреждён уезд Фуши (肤施县) округа Шанцзюнь (上郡). В 297 году до н. э. эти земли были завоёваны царством Чжао, но в 270 году до н. э. царство Цинь разгромило царство Чжао и окончательно закрепило эту территорию за собой.
В 206 году до н. э., воспользовавшись развалом империи Цинь, район севернее Великой стены захватили гунны; южнее Великой стены сохранился уезд Фуши, входящий теперь в империю Хань. В 127 году до н. э. император У-ди нанёс поражение гуннам и вернул северные земли. В это же время происходило покорение китайцами Западного края, и в этих местах появилось много людей из тамошнего государства Гуйцы, в результате чего был создан уезд Гуйцы (龟兹县). В 101 году до н. э. в восточной части современного района Юйян был создан ещё уезд Хунмэнь (鸿门县). При империи Восточная Хань в 108 году цяны и южные гунны взбунтовались против ханьской власти, и уезды Фуши и Гуйцы были уничтожены. В 129 году сюда вернулась китайская администрация, но в 140 году цяны и гунны восстали вновь, и эти земли надолго перешли под власть кочевых народов.
В 320 году эти земли были завоёваны войсками государства Ранняя Чжао. В 328 году Ранняя Чжао сменилась на Позднюю Чжао. В 359 году эти земли вновь перешли в руки южных гуннов, которые в 407 году основали своё государство Великое Ся.
В 427 году войска Северной Вэй уничтожили Великое Ся, и здесь был основан посёлок Тунвань (统万镇). В 488 году была основана область Сячжоу (夏州), объединившая 4 округа и 9 уездов; в южной части современного района Юйян был создан уезд Гэжун (革融县). При империи Северная Чжоу уезд Гэжун был присоединён к уезду Яньлу (岩绿县). В 563 году в этих местах был создан уезд Кайгуан (开光县) округа Кайгуан (开光郡) области Иньчжоу (银州). В 564 году в юго-западной части современного района Юйян был создан уезд Ниншо (宁朔县) округа Хунхуа (弘化郡) области Сячжоу (夏州). В 580 году округ Кайгуан был расформирован, и уезд Кайгуан перешёл в состав округа Чжунсян (中乡郡) области Иньчжоу.
После основания в 581 году империи Суй из-за практики табу на имена чтобы избежать использования иероглифа «чжун», читающегося точно так же, как личное имя императора, округ Чжунсян был переименован в Чжэньсян (真乡郡). В 583 году округа были отменены, и уезды стали подчиняться напрямую областям; в то время на территории современного района Юйян существовали уезды Жулинь (儒林县) и Кайгуан области Иньчжоу, и уезд Дэцзин (德静县) области Сячжоу. В 607 году области были переименованы в округа, а область Иньчжоу была вообще расформирована, поэтому уезды Жулинь и Кайгуан стали подчиняться округу Дяоинь; область Сячжоу стала округом Шофан (朔方郡), которому на территории современного района Юйян подчинялись уезды Дэцзин и Ниншо. Когда в конце империи Суй в стране начались беспорядки, Лян Шиду создал в этих местах в 617 году государство Лян (梁国), просуществовавшее 12 лет.
В конце империи Тан тангутский вождь Тоба Сыми за помощь в подавлении восстания Хуан Чао получил в 886 году звание цзедуши Диннаньского военного округа (定难军), образованного в этих местах. Он сумел остаться в стороне от бурных событий эпохи Пяти династий и 10 царств, и после объединения страны империей Сун очередной наследный цзедуши Ли Цзипэн в 982 году признал главенство новой империи, но его младший брат Ли Цзицянь захватил контроль над областью Иньчжоу, и то признавал власть Сун, то восставал против неё. В 1038 году внук Ли Цзицяня Ли Юаньхао провозгласил себя императором государства Си Ся. В 1081 году земли современного района Юйян были захвачены сунскими войсками, но в следующем году тангуты отбили их обратно. В 1083 году между Сун и Си Ся был заключён мир. В 1098—1105 годах произошла новая война, более удачная для сунцев.
В 1128 году эти земли были захвачены чжурчжэнями и вошли в состав империи Цзинь. В 1226 году был создан уезд Сыу (嗣武县), но в следующем году он был присоединён к уезду Мичжи. После монгольского завоевания земли южнее Великой стены были отнесены к уезду Мичжи, земли севернее Великой стены не имели административного деления.
При империи Мин в 1371 году был создан Суйдэский гарнизон (绥德卫). В 1376 году тысячник Суйдэского гарнизона Лю Чун создал военное поселение — Юйлиньскую заставу (榆林寨). В 1437 году была построена Юйлиньская крепость и создан Юйлиньский гарнизон (榆林卫).
При империи Цин в 1731 году Юйлиньский гарнизон был преобразован в Юйлиньскую управу (榆林府), одновременно с этим были созданы четыре уезда — Юйлинь (榆林县), Хуайюань, Цзинбянь и Динбянь. После Синьхайской революции в Китае была произведена реформа административного деления, в результате которой в 1913 году управы были упразднены, и были введены регионы-дао; эти земли вошли в состав региона Юйлинь (榆林道). В 1926 году регионы были упразднены, и эти земли перешли под прямое управление властей провинции Шэньси.
В октябре 1946 года был создан уезд Чжэньчуань (镇川县). В апреле 1949 года уезд Чжэньчуань был переименован в уезд Юйлинь (榆林县). В июне 1949 года коммунистами была занята урбанизированная часть территории, когда-то подконтрольной Юйлиньской управе, и там был создан город Юйлинь. В апреле 1950 года город Юйлинь был присоединён к уезду Юйлинь; был образован Специальный район Юйлинь (榆林专区), и уезд вошёл в его состав. В 1958 году уезд Хэншань был присоединён к уезду Юйлинь, но в 1961 году был воссоздан. В 1968 году Специальный район Юйлинь был переименован в Округ Юйлинь (榆林地区).
В 1988 году уезд Юйлинь был преобразован в городской уезд.
5 декабря 1999 года постановлением Госсовета КНР были расформированы округ Юйлинь и городской уезд Юйлинь, и был образован городской округ Юйлинь; территория бывшего городского уезда Юйлинь стала районом Юйян в его составе. Решение вступило в силу с 1 июля 2000 года.

## Административное деление
Район делится на 8 уличных комитетов, 14 посёлков и 5 волостей.